# Philereme spilotata
Philereme spilotata là một loài bướm đêm trong họ Geometridae.